# Zwartbuiktrap
De zwartbuiktrap (Lissotis melanogaster) is een vogel uit de familie van de trappen (Otididae).

## Verspreiding en leefgebied
Deze soort komt wijdverspreid voor in Afrika en telt twee ondersoorten:
- L. m. melanogaster: van Senegal en Gambia tot Ethiopië, zuidelijk tot Angola en Mozambique.
- L. m. notophila: van Zimbabwe en zuidelijk Mozambique tot Zuid-Afrika.